# 毛囊毛蕨
毛囊毛蕨（学名：Cyclosorus hirtisorus）为金星蕨科毛蕨属下的一个种。